# Zacatepec de Hidalgo
Zacatepec de Hidalgo è un comune del Messico situato nello Stato di Morelos. La città dista 42 Km a sud di Cuernavaca e a 125 km da Città del Messico. La sua fondazione risale al 25 dicembre 1938.